# Пардивил (Висконсин)
Пардивил (енгл. Pardeeville) град је у америчкој савезној држави Висконсин.

## Демографија
По попису из 2010. године број становника је 2.115, што је 133 (6,7%) становника више него 2000. године.
| Група             | 2000.         | 2010.         |
| Белци             | 1.911 (96,4%) | 2.033 (96,1%) |
| Афроамериканци    | 3 (0,2%)      | 6 (0,3%)      |
| Азијати           | 8 (0,4%)      | 19 (0,9%)     |
| Хиспаноамериканци | 43 (2,2%)     | 34 (1,6%)     |
| Укупно            | 1.982         | 2.115         |